# Lijst van rijksmonumenten aan de Herengracht (Amsterdam, Zuidwest)
Een overzicht van de 423 rijksmonumenten aan de Herengracht in Amsterdam.
Het overzicht is opgesplitst in drie delen. Die is het zuidwestelijke gedeelte vanaf de Raadhuisstraat tot de Leidsestraat. Dit zijn de nummers 213 t/m 433 aan de oneven zijde en 186 t/m 424 aan de even zijde.
Zie ook de lijst van het noordwestelijk gedeelte vanaf de Brouwersgracht tot de Raadhuisstraat. Dat zijn de nummers 1 t/m 211 aan de oneven zijde en 2 t/m 184 aan de even zijde. 
Zie ook de lijst van het zuidelijke gedeelte  vanaf de Leidsestraat tot de Amstel. Dat zijn de nummers 435 t/m 627 aan de oneven zijde en 426 t/m 598 aan de even zijde.
| Object | Oorspronkelijke functie?  | Bouwjaar                                                     | Architect                        | Locatie                    | Coördinaten?                  | Nr.?   | Afbeelding                                                                         |
| --- | ------------------------- | ------------------------------------------------------------ | -------------------------------- | -------------------------- | ----------------------------- | ------ | ---------------------------------------------------------------------------------- |
| Winkel met bovenwoningen | Winkel                    | 1896-1897                                                    | A.L. van Gendt en J.G. van Gendt | Herengracht 213            | 52° 22' 23" NB, 4° 53' 15" OL | 518493 | Meer afbeeldingen                                                                  |
| Pand met klokgevel | Gebouw                    | 1683                                                         |                                  | Herengracht 219            | 52° 22' 23" NB, 4° 53' 15" OL | 1573   | Meer afbeeldingen                                                                  |
| Pand met gevel onder klokvormige top | Gebouw                    | eerste helft 18e eeuw en ouder                               |                                  | Herengracht 221            | 52° 22' 23" NB, 4° 53' 15" OL | 1574   | Meer afbeeldingen                                                                  |
| Zesraamshuis | Gebouw                    | 1848 en later                                                |                                  | Herengracht 223            | 52° 22' 22" NB, 4° 53' 15" OL | 1575   | Zesraamshuis                                                                       |
| Pand met lisenengevel onder rollagentop | Gebouw                    | derde kwart 17e eeuw en ouder                                |                                  | Herengracht 227            | 52° 22' 22" NB, 4° 53' 15" OL | 1576   | Meer afbeeldingen                                                                  |
| Pand met gevel onder rechte lijst met dakkapel | Gebouw                    | eerste helft 19e eeuw                                        |                                  | Herengracht 231            | 52° 22' 19" NB, 4° 53' 15" OL | 1577   | Meer afbeeldingen                                                                  |
| Pand met gevel onder verhoogde lijst met consoles | Gebouw                    | tweede kwart 18e eeuw                                        |                                  | Herengracht 233            | 52° 22' 22" NB, 4° 53' 15" OL | 1578   | Pand met gevel onder verhoogde lijst met consoles                                  |
| Pand met gevel onder verhoogde lijst met consoles | Gebouw                    | tweede kwart 18e eeuw                                        |                                  | Herengracht 235            | 52° 22' 21" NB, 4° 53' 15" OL | 1579   | Pand met gevel onder verhoogde lijst met consoles                                  |
| Kantoorgebouw | Gebouw                    | 1881 (bouw) 1889 (uitgebreid)                                |                                  | Herengracht 237A           | 52° 22' 21" NB, 4° 53' 15" OL | 1580   | Kantoorgebouw                                                                      |
| Pand met gevel onder rechte lijst | Gebouw                    | 18e/19e eeuw                                                 |                                  | Herengracht 241            | 52° 22' 21" NB, 4° 53' 15" OL | 1581   | Meer afbeeldingen                                                                  |
| Pand met gevel gepleisterd en door lijst met dakkapel afgesloten midden                                                                                    | Gebouw                    | mogelijk 17e eeuw en ouder                                   |                                  | Herengracht 243            | 52° 22' 20" NB, 4° 53' 15" OL | 1582   | Meer afbeeldingen                                                                  |
| Hoekhuis met gevels onder rechte lijst en met gesneden puilijst                                                                                            | Gebouw                    | ca. 1625 en ouder                                            |                                  | Herengracht 245            | 52° 22' 20" NB, 4° 53' 15" OL | 1583   | Meer afbeeldingen                                                                  |
| Pand met gevel onder rechte lijst met latere vensterhekjes                                                                                                 | Gebouw                    | eerste helft 19e eeuw                                        |                                  | Herengracht 247            | 52° 22' 20" NB, 4° 53' 13" OL | 436919 | Meer afbeeldingen                                                                  |
| Pand met pilaster-halsgevel | Gebouw                    | ca. 1685 (bouw) na 1770 (verbouwd)                           |                                  | Herengracht 249            | 52° 22' 20" NB, 4° 53' 15" OL | 1585   | Meer afbeeldingen                                                                  |
| Huis met gevel onder klokvormige top | Gebouw                    | ca. 1648                                                     |                                  | Herengracht 251            | 52° 22' 19" NB, 4° 53' 15" OL | 1586   | Meer afbeeldingen                                                                  |
| Huis met gevel onder triglyfenlijst | Woonhuis                  | ca. 1648                                                     |                                  | Herengracht 253            | 52° 22' 19" NB, 4° 53' 15" OL | 1587   | Meer afbeeldingen                                                                  |
| Pand met rijk versierde zandstenen pilaster-halsgevel | Woonhuis                  | 1659/1662                                                    |                                  | Herengracht 257            | 52° 22' 18" NB, 4° 53' 14" OL | 1588   | Meer afbeeldingen                                                                  |
| Pand met klokgevel | Gebouw                    | tweede kwart 18e eeuw                                        |                                  | Herengracht 261            | 52° 22' 18" NB, 4° 53' 14" OL | 1589   | Meer afbeeldingen                                                                  |
| Pand met halsgevel | Gebouw                    | 17e/19e eeuw                                                 |                                  | Herengracht 263            | 52° 22' 18" NB, 4° 53' 14" OL | 1590   | Meer afbeeldingen                                                                  |
| Pand met trapgevel met lisenen en deur | Gebouw                    | 1656                                                         |                                  | Herengracht 269            | 52° 22' 17" NB, 4° 53' 14" OL | 1591   | Meer afbeeldingen                                                                  |
| Huisje met gevel onder rechte lijst met consoles en houten opzetstuk                                                                                       | Gebouw                    | 17e/19e eeuw                                                 |                                  | Herengracht 271            | 52° 22' 17" NB, 4° 53' 14" OL | 1592   | Meer afbeeldingen                                                                  |
| Huis met gevel onder rechte lijst | Gebouw                    | 17e/19e eeuw                                                 |                                  | Herengracht 273            | 52° 22' 17" NB, 4° 53' 14" OL | 1593   | Huis met gevel onder rechte lijst                                                  |
| Hoekhuis met halsgevel en pothuis tegen de overgebouwde zijgevel                                                                                           | Woonhuis                  | 1678                                                         |                                  | Herengracht 275            | 52° 22' 17" NB, 4° 53' 14" OL | 1594   | Meer afbeeldingen                                                                  |
| Huis met gevel onder rechte lijst | Gebouw                    | 17e/18e/19e eeuw                                             |                                  | Herengracht 279            | 52° 22' 16" NB, 4° 53' 14" OL | 1595   | Meer afbeeldingen                                                                  |
| Pand met halsgevel | Gebouw                    | derde kwart 17e eeuw                                         |                                  | Herengracht 281            | 52° 22' 16" NB, 4° 53' 14" OL | 1596   | Meer afbeeldingen                                                                  |
| Pand met halsgevel met oeils-de-boeuf | Gebouw                    | derde kwart 17e eeuw                                         |                                  | Herengracht 283            | 52° 22' 16" NB, 4° 53' 14" OL | 1597   | Meer afbeeldingen                                                                  |
| Huis, vanwege de zandstenen onderdelen van de gevelhals | Gebouw                    | tweede kwart 18e eeuw                                        |                                  | Herengracht 285            | 52° 22' 15" NB, 4° 53' 14" OL | 1598   | Huis, vanwege de zandstenen onderdelen van de gevelhals                            |
| Pand met klokgevel | Gebouw                    | derde kwart 18e eeuw                                         |                                  | Herengracht 287            | 52° 22' 15" NB, 4° 53' 14" OL | 1599   | Pand met klokgevel                                                                 |
| Pand bestaande uit twee samengetrokken huizen en een in 1906 bijgebouwd gedeelte                                                                           | Gebouw                    | 1615                                                         |                                  | Herengracht 196            | 52° 22' 23" NB, 4° 53' 12" OL | 1769   | Meer afbeeldingen                                                                  |
| Pand met gevel onder gesneden rechte lijst met consoles | Gebouw                    | ca. 1800                                                     |                                  | Herengracht 202            | 52° 22' 23" NB, 4° 53' 12" OL | 1770   | Meer afbeeldingen                                                                  |
| Bankgebouw met conciergewoning | Handel en kantoor         | 1917-1918                                                    |                                  | Herengracht 206            | 52° 22' 22" NB, 4° 53' 12" OL | 518353 | Meer afbeeldingen                                                                  |
| Pand met gevel met grote trappen in sobere late hendrik de keyser-trant                                                                                    | Gebouw                    | tweede kwart 17e eeuw                                        |                                  | Herengracht 218            | 52° 22' 21" NB, 4° 53' 12" OL | 1771   | Meer afbeeldingen                                                                  |
| Pand met gevel met grote trappen in sobere late hendrik de keyser-trant                                                                                    | Gebouw                    | tweede kwart 17e eeuw                                        |                                  | Herengracht 220            | 52° 22' 21" NB, 4° 53' 12" OL | 1772   | Meer afbeeldingen                                                                  |
| Pand met gevel onder rollagentop met gesneden pui | Gebouw                    | 18e/19e eeuw                                                 |                                  | Herengracht 222            | 52° 22' 21" NB, 4° 53' 12" OL | 1773   | Meer afbeeldingen                                                                  |
| Pand met gevel onder rechte lijst, met deur en bovenlicht                                                                                                  | Gebouw                    | eerste helft 19e eeuw                                        |                                  | Herengracht 224            | 52° 22' 21" NB, 4° 53' 12" OL | 1774   | Meer afbeeldingen                                                                  |
| Pand met klokgevel | Gebouw                    | begin derde kwart 18e eeuw                                   |                                  | Herengracht 228            | 52° 22' 21" NB, 4° 53' 12" OL | 1775   | Meer afbeeldingen                                                                  |
| Pand met gevel onder rechte lijst | Gebouw                    | 19e eeuw                                                     |                                  | Herengracht 230            | 52° 22' 21" NB, 4° 53' 12" OL | 1776   | Meer afbeeldingen                                                                  |
| Hoekhuis met voorgevel onder rechte lijst met consoles en gesneden verhoging en boven de gevel van het aangebouwde achterhuis een lijst met consoles       | Gebouw                    | ca. 1750                                                     |                                  | Herengracht 232            | 52° 22' 20" NB, 4° 53' 12" OL | 1777   | Meer afbeeldingen                                                                  |
| Hoekhuis, gevels onder omlopende rechte lijst | Gebouw                    | 19e eeuw                                                     |                                  | Herengracht 234            | 52° 22' 20" NB, 4° 53' 12" OL | 1778   | Meer afbeeldingen                                                                  |
| Pand met klokgevel met deuromlijsting | Gebouw                    | derde kwart 18e eeuw                                         |                                  | Herengracht 236            | 52° 22' 20" NB, 4° 53' 12" OL | 1779   | Meer afbeeldingen                                                                  |
| Pand met klokgevel | Gebouw                    | derde kwart 18e eeuw                                         |                                  | Herengracht 242            | 52° 22' 19" NB, 4° 53' 12" OL | 1780   | Meer afbeeldingen                                                                  |
| Pand vanwege de zandstenen attiek, samengesteld uit de onderdelen van twee oorspronkelijke attieken                                                        | Gebouw                    | derde kwart 18e eeuw                                         |                                  | Herengracht 244            | 52° 22' 19" NB, 4° 53' 12" OL | 1781   | Meer afbeeldingen                                                                  |
| Pand met vierraamsgevel onder rechte lijst met fronton | Woonhuis                  | 1886                                                         |                                  | Herengracht 248A           | 52° 22' 19" NB, 4° 53' 12" OL | 1782   | Meer afbeeldingen                                                                  |
| Pand met gevel onder verhoogde lijst met consoles en attiek                                                                                                | Gebouw                    | 18e eeuw                                                     |                                  | Herengracht 250            | 52° 22' 19" NB, 4° 53' 12" OL | 1783   | Meer afbeeldingen                                                                  |
| Pand met gevel onder rechte lijst met consoles en attiek met gebeeldhouwde stoep                                                                           | Gebouw                    | derde kwart 18e eeuw                                         |                                  | Herengracht 252            | 52° 22' 18" NB, 4° 53' 12" OL | 1784   | Meer afbeeldingen                                                                  |
| Pand met gevel onder rechte lijst met empire deurpartij | Gebouw                    | mogelijk 18e eeuw                                            |                                  | Herengracht 254            | 52° 22' 18" NB, 4° 53' 12" OL | 1785   | Meer afbeeldingen                                                                  |
| Pand met zandstenen gevel onder lijst, met vensteromlijstingen en empire deurpartij                                                                        | Gebouw                    | mogelijk derde kwart 18e eeuw                                |                                  | Herengracht 256            | 52° 22' 18" NB, 4° 53' 12" OL | 1786   | Meer afbeeldingen                                                                  |
| Pand met gevel onder rechte triglyfenlijst waarin consoles, met zandstenen deuromlijstingen                                                                | Gebouw                    | derde kwart 18e eeuw (bouw) derde kwart 19e eeuw (gewijzigd) |                                  | Herengracht 258            | 52° 22' 18" NB, 4° 53' 12" OL | 1787   | Meer afbeeldingen                                                                  |
| Kantoorgebouw | Handel en kantoor         | 1917-1919                                                    |                                  | Herengracht 260            | 52° 22' 17" NB, 4° 53' 12" OL | 518349 | Meer afbeeldingen                                                                  |
| Pand met vierraamsgevel onder lijst met empire deurpartij                                                                                                  | Gebouw                    | eerste kwart 19e eeuw en ouder                               |                                  | Herengracht 268            | 52° 22' 17" NB, 4° 53' 12" OL | 1788   | Meer afbeeldingen                                                                  |
| Dubbel huis met zandstenen gevel onder triglyfenlijst en attiek, voorzien van gebeeldhouwde vensteromlijstingen in twee traveeën, een deur                 | Gebouw                    | 1740/1770                                                    |                                  | Herengracht 270            | 52° 22' 16" NB, 4° 53' 12" OL | 1789   | Meer afbeeldingen                                                                  |
| Huis van welks gevel met versiering in de trant met grote boogblokken                                                                                      | Gebouw                    | ca. 1625                                                     |                                  | Herengracht 272            | 52° 22' 16" NB, 4° 53' 12" OL | 1790   | Meer afbeeldingen                                                                  |
| Pand met gevel onder verhoogde lijst met consoles en attiek voorzien van een deurpartij                                                                    | Gebouw                    | tweede kwart 18e eeuw                                        |                                  | Herengracht 274            | 52° 22' 16" NB, 4° 53' 12" OL | 1791   | Meer afbeeldingen                                                                  |
| Pand met gevel onder lijst met triglyfen | Gebouw                    | eerste kwart 18e eeuw                                        |                                  | Herengracht 276            | 52° 22' 15" NB, 4° 53' 12" OL | 1792   | Meer afbeeldingen                                                                  |
| Pand met zandstenen gevel onder rechte lijst en attiek, met twee vierkante schoorstenen op het dak en vijf louis                                           | Gebouw                    | eerste kwart 18e eeuw                                        |                                  | Herengracht 280            | 52° 22' 15" NB, 4° 53' 12" OL | 1793   | Meer afbeeldingen                                                                  |
| Pand met gevel onder rechte lijst met consoles | Gebouw                    | tweede helft 19e eeuw                                        |                                  | Herengracht 282            | 52° 22' 15" NB, 4° 53' 12" OL | 1794   | Meer afbeeldingen                                                                  |
| Pand met zandstenen gevel onder rechte lijst met consoles en gebeeldhouwde attiek, voorzien van een gebeeldhouwde middentravee, louis                      | Gebouw                    | eerste of tweede kwart 18e eeuw                              |                                  | Herengracht 284            | 52° 22' 14" NB, 4° 53' 12" OL | 1795   | Meer afbeeldingen                                                                  |
| Kantoorgebouw | Handel en kantoor         | 1920-1922                                                    |                                  | Herengracht 286            | 52° 22' 14" NB, 4° 53' 11" OL | 518337 | Meer afbeeldingen                                                                  |
| Pand met gevel onder rechte lijst | Gebouw                    | tweede kwart 18e eeuw en later                               |                                  | Herengracht 294            | 52° 22' 14" NB, 4° 53' 11" OL | 1796   | Meer afbeeldingen                                                                  |
| Pand met gevel onder rechte lijst | Gebouw                    | mogelijk tweede kwart 18e eeuw en later                      |                                  | Herengracht 296            | 52° 22' 13" NB, 4° 53' 11" OL | 1797   | Meer afbeeldingen                                                                  |
| Warmoesbrug | Brug                      | 1925                                                         | Piet Kramer                      | Herengracht/brugnr 22      | 52° 22' 19" NB, 4° 53' 13" OL | 518388 | Upload foto                                                                        |
| Pand, vanwege de zandstenen onderdelen van de twee klokvormige toppen                                                                                      | Gebouw                    | 18e eeuw                                                     |                                  | Herengracht 309            | 52° 22' 12" NB, 4° 53' 14" OL | 1600   | Pand, vanwege de zandstenen onderdelen van de twee klokvormige toppen              |
| Pand met gevel onder gesneden rechte lijst met bijbehorend deurkalf en snijraam                                                                            | Gebouw                    | eerste kwart 19e eeuw                                        |                                  | Herengracht 313            | 52° 23' 35" NB, 4° 53' 14" OL | 1601   | Pand met gevel onder gesneden rechte lijst met bijbehorend deurkalf en snijraam    |
| Pand met gepleisterde lijstgevel met vensteromlijstingen en empire snijraam                                                                                | Gebouw                    | eerste helft 19e eeuw                                        |                                  | Herengracht 315            | 52° 21' 58" NB, 4° 53' 14" OL | 1602   | Meer afbeeldingen                                                                  |
| Pand met gevel onder gebeeldhouwde, verhoogde zandstenen lijst en met gesneden deur uit dezelfde tijd                                                      | Gebouw                    | ca. 1725                                                     |                                  | Herengracht 317            | 52° 19' 16" NB, 4° 53' 14" OL | 1603   | Meer afbeeldingen                                                                  |
| Pand met gevel onder rechte lijst met 3 gesneden deuren en twee snijramen                                                                                  | Gebouw                    | eerste helft 19e eeuw                                        |                                  | Herengracht 325            | 52° 22' 11" NB, 4° 53' 14" OL | 1604   | Meer afbeeldingen                                                                  |
| Pand met gevel twee stoepen en deurpartijen | Gebouw                    | 17e/19e eeuw                                                 |                                  | Herengracht 327            | 52° 22' 11" NB, 4° 53' 14" OL | 1605   | Meer afbeeldingen                                                                  |
| Pand met halsgevel | Gebouw                    | derde kwart 17e eeuw                                         |                                  | Herengracht 329            | 52° 22' 11" NB, 4° 53' 14" OL | 1606   | Meer afbeeldingen                                                                  |
| Pand met klokgevel | Gebouw                    | ca. 1750                                                     |                                  | Herengracht 331            | 52° 22' 11" NB, 4° 53' 14" OL | 1607   | Meer afbeeldingen                                                                  |
| In tweeën gesplitst pand met gepleisterde gevel onder rechte lijst                                                                                         | Gebouw                    | 18e eeuw en ouder                                            |                                  | Herengracht 335            | 52° 22' 10" NB, 4° 53' 14" OL | 1608   | Meer afbeeldingen                                                                  |
| Pand met gevel onder gezwenkte, met hout betimmerde lijstvormige top                                                                                       | Gebouw                    |                                                              |                                  | Herengracht 339            | 52° 22' 10" NB, 4° 53' 14" OL | 1609   | Pand met gevel onder gezwenkte, met hout betimmerde lijstvormige top               |
| Hotel Ambassade: pand met zandstenen gevel onder lijst met consoles                                                                                        | Gebouw                    | eerste helft 18e eeuw                                        |                                  | Herengracht 341            | 52° 22' 10" NB, 4° 53' 14" OL | 1610   | Meer afbeeldingen                                                                  |
| Twee smalle woningen achter gemeenschappelijke lijstgevel met geblokte pui                                                                                 | Gebouw                    | eerste kwart 19e eeuw                                        |                                  | Herengracht 347            | 52° 22' 9" NB, 4° 53' 14" OL  | 1611   | Twee smalle woningen achter gemeenschappelijke lijstgevel met geblokte pui         |
| Pand met klokgevel met deur en snijraam hek in gesneden omlijsting                                                                                         | Gebouw                    | 18e/19e eeuw                                                 |                                  | Herengracht 349            | 52° 22' 9" NB, 4° 53' 14" OL  | 1612   | Pand met klokgevel met deur en snijraam hek in gesneden omlijsting                 |
| Pand met gevel onder rechte lijst met geblokte pui | Opslag                    | ca. 1800                                                     |                                  | Herengracht 353            | 52° 22' 9" NB, 4° 53' 14" OL  | 1613   | Pand met gevel onder rechte lijst met geblokte pui                                 |
| Pand met gevel onder rechte lijst | Gebouw                    | 18e/19e eeuw                                                 |                                  | Herengracht 355            | 52° 22' 9" NB, 4° 53' 14" OL  | 1614   | Pand met gevel onder rechte lijst                                                  |
| Pand met halsgevel met empire deurpartij | Gebouw                    | tweede kwart 18e eeuw                                        |                                  | Herengracht 359            | 52° 22' 8" NB, 4° 53' 14" OL  | 1615   | Meer afbeeldingen                                                                  |
| Pand met trapgevel met grote boogblokken | Gebouw                    | tweede kwart 17e eeuw                                        |                                  | Herengracht 361            | 52° 22' 8" NB, 4° 53' 14" OL  | 1616   | Meer afbeeldingen                                                                  |
| Pand met gevel onder rechte lijst met pui | Gebouw                    | 19e eeuw                                                     |                                  | Herengracht 363            | 52° 22' 8" NB, 4° 53' 14" OL  | 1617   | Pand met gevel onder rechte lijst met pui                                          |
| Pand met klokgevel | Gebouw                    | derde kwart 18e eeuw                                         |                                  | Herengracht 365            | 52° 22' 8" NB, 4° 53' 14" OL  | 1618   | Meer afbeeldingen                                                                  |
| Pand met klokgevel | Woonhuis                  | derde kwart 18e eeuw                                         |                                  | Herengracht 367            | 52° 22' 8" NB, 4° 53' 14" OL  | 1619   | Meer afbeeldingen                                                                  |
| Hoekhuis met rijk gebeeldhouwde halsgevel en pothuis tegen de zijgevel                                                                                     | Gebouw                    | eerste of tweede kwart 18e eeuw                              |                                  | Herengracht 369I t/m 369IV | 52° 22' 8" NB, 4° 53' 14" OL  | 1620   | Meer afbeeldingen                                                                  |
| Pand met gevel onder rechte lijst met dakkapel | Gebouw                    | 18e of 19e eeuw                                              |                                  | Herengracht 371            | 52° 22' 7" NB, 4° 53' 13" OL  | 1621   | Pand met gevel onder rechte lijst met dakkapel                                     |
| Hoekhuis vermoedelijk uit de 17e eeuw met gevel onder rechte lijst uit 18e/19e eeuw                                                                        | Gebouw                    | 17e/19e eeuw                                                 |                                  | Herengracht 391            | 52° 22' 6" NB, 4° 53' 14" OL  | 1622   | Hoekhuis vermoedelijk uit de 17e eeuwmet gevel onder rechte lijst uit 18e/19e eeuw |
| Pand met gevel onder rechte lijst | Gebouw                    | 18e/19e eeuw                                                 |                                  | Herengracht 393            | 52° 22' 6" NB, 4° 53' 14" OL  | 1623   | Meer afbeeldingen                                                                  |
| Huis met gevel onder verhoogde lijst | Kerkelijke dienstwoning   | 17e/19e eeuw                                                 |                                  | Herengracht 397            | 52° 22' 5" NB, 4° 53' 13" OL  | 1624   | Meer afbeeldingen                                                                  |
| Pand met gevel met deurpartij in gesneden omlijsting | Woonhuis                  | 18e/19e eeuw                                                 |                                  | Herengracht 399            | 52° 22' 5" NB, 4° 53' 14" OL  | 1625   | Meer afbeeldingen                                                                  |
| Hoekhuis met gevel onder rechte lijst met dakkapel en pothuis tegen de zijgevel                                                                            | Gebouw                    | 18e/19e eeuw                                                 |                                  | Herengracht 300            | 52° 22' 13" NB, 4° 53' 11" OL | 1798   | Meer afbeeldingen                                                                  |
| Bovenste verdieping onder rechte lijst | Gebouw                    | 19e eeuw                                                     |                                  | Herengracht 306            | 52° 22' 12" NB, 4° 53' 11" OL | 1799   | Bovenste verdieping onder rechte lijst                                             |
| Pand met klokgevel met empire deurpartij | Gebouw                    | tweede kwart 18e eeuw                                        |                                  | Herengracht 308            | 52° 22' 12" NB, 4° 53' 11" OL | 1800   | Meer afbeeldingen                                                                  |
| Pand met gevel onder rechte lijst met triglyfen | Werk-woonhuis             | 18e eeuw                                                     |                                  | Herengracht 310A           | 52° 22' 8" NB, 4° 53' 11" OL  | 1801   | Meer afbeeldingen                                                                  |
| Pand met gevel onder rechte triglyfenlijst met gebeeldhouwde stoe                                                                                          | Gebouw                    | laatste kwart 18e eeuw                                       |                                  | Herengracht 312            | 52° 22' 12" NB, 4° 53' 11" OL | 1802   | Meer afbeeldingen                                                                  |
| Pand met gevel, bekroond door een brede hals onder verhoogde, gebeeldhouwde lijst en met dolfijntjes als vleugelstukken                                    | Woonhuis                  | ca. 1700/eerste kwart 18e eeuw                               |                                  | Herengracht 314            | 52° 22' 12" NB, 4° 53' 11" OL | 1803   | Meer afbeeldingen                                                                  |
| Pand met gevel onder verhoogde lijst met gesneden deur uit de bouwtijd, bovenlicht en snijraamhek                                                          | Gebouw                    | 1760                                                         |                                  | Herengracht 316            | 52° 22' 11" NB, 4° 53' 11" OL | 1804   | Meer afbeeldingen                                                                  |
| Kantoor, magazijn en woningen | Handel en kantoor         | 1919-1920                                                    |                                  | Herengracht 320            | 52° 22' 11" NB, 4° 53' 11" OL | 518331 | Upload foto                                                                        |
| Pand met halsgevel, verwant aan het type met doorboorde bloemen                                                                                            | Gebouw                    | eerste kwart 18e eeuw                                        |                                  | Herengracht 326            | 52° 22' 11" NB, 4° 53' 11" OL | 1805   | Meer afbeeldingen                                                                  |
| Tuinhuis | 'Niet van Toepassing'     | 18e eeuw                                                     |                                  | Herengracht bij 326        | 52° 22' 11" NB, 4° 53' 9" OL  | 528386 | Upload foto                                                                        |
| Pand met gevel onder rechte lijst met consoles | Gebouw                    | tweede kwart 18e eeuw                                        |                                  | Herengracht 328            | 52° 22' 10" NB, 4° 53' 11" OL | 1806   | Meer afbeeldingen                                                                  |
| Pand met trapgevel, sober versierd met kleine blokjes en met gesneden puibalk                                                                              | Woonhuis                  | eerste kwart 17e eeuw                                        |                                  | Herengracht 334A           | 52° 22' 10" NB, 4° 53' 11" OL | 1807   | Meer afbeeldingen                                                                  |
| Pand met gevel onder zandstenen klokvormige top | Gebouw                    | derde kwart 18e eeuw                                         |                                  | Herengracht 336A           | 52° 22' 10" NB, 4° 53' 11" OL | 1808   | Meer afbeeldingen                                                                  |
| Pand met gevel onder zandstenen lijst met consoles en deels houten attiek                                                                                  | Gebouw                    | ca. 1725/tweede kwart 18e eeuw                               |                                  | Herengracht 338            | 52° 22' 10" NB, 4° 53' 11" OL | 1809   | Meer afbeeldingen                                                                  |
| Pand met gevel in traditionele trant onder rechte lijst met consoles en fronton                                                                            | Gebouw                    | derde kwart 19e eeuw                                         |                                  | Herengracht 340            | 52° 22' 9" NB, 4° 53' 11" OL  | 1810   | Meer afbeeldingen                                                                  |
| Pand met fijngelede zandstenen gevel onder rechte lijst met consoles en gebeeldhouwde attiek                                                               | Gebouw                    | ca. 1725                                                     |                                  | Herengracht 342            | 52° 22' 9" NB, 4° 53' 11" OL  | 1811   | Meer afbeeldingen                                                                  |
| Tuinhuis | Onderdeel woningen e.d.   | eerste kwart 18e eeuw                                        |                                  | Herengracht bij 342        | 52° 22' 9" NB, 4° 53' 8" OL   | 528258 | Upload foto                                                                        |
| Dubbel huis met gevel, versierd met grote boogblokken en voorzien van een trappentop in het midden                                                         | Woonhuis                  | tweede kwart 17e eeuw                                        |                                  | Herengracht 344            | 52° 22' 9" NB, 4° 53' 11" OL  | 1812   | Meer afbeeldingen                                                                  |
| Tuinhuis | Onderdeel woningen e.d.   | begin 18e eeuw                                               |                                  | Herengracht 346A t/m G     | 52° 22' 9" NB, 4° 53' 11" OL  | 528259 | Meer afbeeldingen                                                                  |
| Pand met zandstenen gevel onder houten lijst met consoles                                                                                                  | Gebouw                    | ca. 1725/tweede kwart 18e eeuw                               |                                  | Herengracht 348            | 52° 21' 43" NB, 4° 53' 11" OL | 1813   | Meer afbeeldingen                                                                  |
| Pand met zandstenen gevel onder latere rechte lijst | Gebouw                    | ca. 1725                                                     |                                  | Herengracht 350            | 52° 22' 8" NB, 4° 53' 11" OL  | 1814   | Meer afbeeldingen                                                                  |
| Pand met zandstenen gevel onder gezwenkte gebeeldhouwde top, waarop een borstbeeld                                                                         | Gebouw                    | tweede kwart 18e eeuw                                        |                                  | Herengracht 352            | 52° 22' 8" NB, 4° 53' 11" OL  | 1815   | Meer afbeeldingen                                                                  |
| Pand met gevel onder rechte lijst met consoles en dakkapel                                                                                                 | Gebouw                    | 18e/19e eeuw                                                 |                                  | Herengracht 354            | 52° 22' 8" NB, 4° 53' 11" OL  | 1816   | Meer afbeeldingen                                                                  |
| Huis met gevel onder rijk gesneden, topvormig verhoogde lijst                                                                                              | Gebouw                    | eerste helft 17e eeuw (kern)                                 |                                  | Herengracht 360            | 52° 22' 7" NB, 4° 53' 11" OL  | 1817   | Meer afbeeldingen                                                                  |
| Pand met zandstenen halsgevel met oeils-de-boeuf, frontons enz                                                                                             | Woonhuis                  | 1622                                                         |                                  | Herengracht 362            | 52° 22' 7" NB, 4° 53' 11" OL  | 1818   | Meer afbeeldingen                                                                  |
| Pand met zandstenen halsgevel met oeils-de-boeuf, frontons enz                                                                                             | Woonhuis                  | 1622                                                         |                                  | Herengracht 366            | 52° 22' 7" NB, 4° 53' 11" OL  | 1819   | Meer afbeeldingen                                                                  |
| Pand met zandstenen halsgevel met oeils-de-boeuf, frontons enz                                                                                             | Gebouw                    | 1622                                                         |                                  | Herengracht 368            | 52° 22' 7" NB, 4° 53' 11" OL  | 1820   | Meer afbeeldingen                                                                  |
| Pand met zandstenen halsgevel met oeils-de-boeuf, frontons enz                                                                                             | Gebouw                    | 1622                                                         |                                  | Herengracht 370            | 52° 22' 6" NB, 4° 53' 11" OL  | 1821   | Meer afbeeldingen                                                                  |
| Pand met gevel onder triglyfenlijst en dak | Gebouw                    | 18e/19e eeuw                                                 |                                  | Herengracht 372            | 52° 22' 6" NB, 4° 53' 11" OL  | 1822   | Meer afbeeldingen                                                                  |
| Pand met gevel onder verhoogde lijst waarin consoles en caryatiden                                                                                         | Gebouw                    | ca. 1725                                                     |                                  | Herengracht 374            | 52° 22' 6" NB, 4° 53' 11" OL  | 1823   | Meer afbeeldingen                                                                  |
| Pand met zandstenen gevel onder rechte lijst met consoles, waarop een door een beeldengroep bekroonde dakkapel en hoekvazen                                | Gebouw                    | tweede kwart 18e eeuw                                        |                                  | Herengracht 376            | 52° 22' 6" NB, 4° 53' 11" OL  | 1824   | Meer afbeeldingen                                                                  |
| Pand met halsgevel | Gebouw                    | tweede kwart 18e eeuw                                        |                                  | Herengracht 378            | 52° 22' 6" NB, 4° 53' 11" OL  | 1825   | Meer afbeeldingen                                                                  |
| Dubbel huis met rijk gebeeldhouwde zandstenen gevel in Franse neo-renaissancestijl, stoephek en twee lantarens                                             | Gebouw                    | 1890                                                         | A. Salm (1857-1915)              | Herengracht 380-382        | 52° 22' 5" NB, 4° 53' 11" OL  | 1826   | Meer afbeeldingen                                                                  |
| Pand met gevel onder rechte lijst met consoles | Gebouw                    | laatste kwart 18e eeuw                                       |                                  | Herengracht 384            | 52° 22' 5" NB, 4° 53' 11" OL  | 1827   | Pand met gevel onder rechte lijst met consoles                                     |
| Tuinhuis | 'Niet van Toepassing'     | ca. 1735                                                     |                                  | Herengracht bij 384        | 52° 22' 5" NB, 4° 53' 8" OL   | 528387 | Meer afbeeldingen                                                                  |
| Dubbel huis met pilastergevel voorzien van een fronton op de middenrisaliet, in 1663 gebouwd door philips vingboons                                        | Gebouw                    | 1663                                                         |                                  | Herengracht 386            | 52° 22' 4" NB, 4° 53' 11" OL  | 1828   | Meer afbeeldingen                                                                  |
| Pand met zandstenen gevel met twee pilasters tegen elke vensterdam en vier in de brede halsvormige, met oeils-de-boeuf enz                                 | Gebouw                    | 1655                                                         |                                  | Herengracht 388A           | 52° 22' 4" NB, 4° 53' 11" OL  | 1829   | Meer afbeeldingen                                                                  |
| Pand met zandstenen halsgevel met menselijke figuren in de vleugelstukken                                                                                  | Gebouw                    | derde of laatste kwart 17e eeuw                              |                                  | Herengracht 390            | 52° 22' 4" NB, 4° 53' 11" OL  | 1830   | Meer afbeeldingen                                                                  |
| Pand met zandstenen halsgevel met menselijke figuren in de vleugelstukken                                                                                  | Gebouw                    | derde of laatste kwart 17e eeuw                              |                                  | Herengracht 392A           | 52° 22' 4" NB, 4° 53' 11" OL  | 1831   | Meer afbeeldingen                                                                  |
| Hoekhuis met klokgevel met oeil-de-boeuf en gevelsteen | Gebouw                    | derde of laatste kwart 17e eeuw                              |                                  | Herengracht 394            | 52° 22' 3" NB, 4° 53' 11" OL  | 1832   | Meer afbeeldingen                                                                  |
| Hoekhuis met halsgeveltje waarin oeil-de-boeuf | Gebouw                    | derde kwart 17e eeuw                                         |                                  | Herengracht 396            | 52° 22' 2" NB, 4° 53' 12" OL  | 1833   | Meer afbeeldingen                                                                  |
| Uit twee huizen bestaand hoekpand, met afgeschuinde hoek en gevels onder omlopende rechte lijst met consoles; omlopend pothuis, empire deuren en snijramen | Gebouw                    | eerste helft 18e eeuw                                        |                                  | Herengracht 401            | 52° 22' 4" NB, 4° 53' 14" OL  | 1626   | Meer afbeeldingen                                                                  |
| Huis met gevel onder rechte lijst, evenals het dak | Gebouw                    | 17e/18e/19e eeuw                                             |                                  | Herengracht 405            | 52° 22' 4" NB, 4° 53' 14" OL  | 1628   | Meer afbeeldingen                                                                  |
| Pand met gevel onder rechte lijst | Gebouw                    | eerste helft 18e eeuw                                        |                                  | Herengracht 407            | 52° 22' 4" NB, 4° 53' 14" OL  | 1629   | Meer afbeeldingen                                                                  |
| Pand met halsgeveltje | Gebouw                    | tweede helft 17e eeuw                                        |                                  | Herengracht 409            | 52° 22' 4" NB, 4° 53' 14" OL  | 1630   | Meer afbeeldingen                                                                  |
| Pand met halsgeveltje | Gebouw                    | tweede helft 17e eeuw                                        |                                  | Herengracht 411            | 52° 22' 4" NB, 4° 53' 14" OL  | 1631   | Meer afbeeldingen                                                                  |
| Pand met gevel onder rechte lijst | Gebouw                    | tweede helft 17e eeuw                                        |                                  | Herengracht 413            | 52° 22' 3" NB, 4° 53' 14" OL  | 1632   | Meer afbeeldingen                                                                  |
| Verenigingsgebouw | Vergadering en vereniging | 1891 (verbouwing)                                            | W.G. Welsing (verbouwing)        | Herengracht 415            | 52° 22' 3" NB, 4° 53' 15" OL  | 518489 | Meer afbeeldingen                                                                  |
| Pand met klokgevel | Woonhuis                  | derde kwart 17e eeuw                                         |                                  | Herengracht 417            | 52° 22' 3" NB, 4° 53' 15" OL  | 1633   | Meer afbeeldingen                                                                  |
| Pand met gevel onder rechte lijst | Gebouw                    | 1769                                                         |                                  | Herengracht 419            | 52° 22' 3" NB, 4° 53' 15" OL  | 1634   | Meer afbeeldingen                                                                  |
| Pand met puntgevel | Gebouw                    | eerste helft 18e eeuw                                        |                                  | Herengracht 421            | 52° 22' 3" NB, 4° 53' 15" OL  | 1635   | Meer afbeeldingen                                                                  |
| Pand met gevel onder rechte lijst | Gebouw                    | 1762                                                         |                                  | Herengracht 423            | 52° 22' 3" NB, 4° 53' 15" OL  | 1636   | Meer afbeeldingen                                                                  |
| Pand met gevel met middenrisaliet onder rechte lijst met triglyfen en consoles                                                                             | Gebouw                    | 17e/18e eeuw                                                 |                                  | Herengracht 425            | 52° 22' 3" NB, 4° 53' 16" OL  | 1637   | Meer afbeeldingen                                                                  |
| Pand met halsgevel | Gebouw                    | eerste kwart 18e eeuw                                        |                                  | Herengracht 427            | 52° 22' 3" NB, 4° 53' 16" OL  | 1638   | Meer afbeeldingen                                                                  |
| Pand met halsgevel | Gebouw                    | eerste kwart 18e eeuw                                        |                                  | Herengracht 429            | 52° 22' 3" NB, 4° 53' 17" OL  | 1639   | Meer afbeeldingen                                                                  |
| Dubbel huis met gevel onder rechte lijst met triglyfen, consoles en attiek                                                                                 | Gebouw                    | ca. 1725                                                     |                                  | Herengracht 433            | 52° 22' 2" NB, 4° 53' 17" OL  | 1640   | Meer afbeeldingen                                                                  |
| Pand met halsgeveltje met oeil-de-boeuf | Gebouw                    | derde 17e eeuw                                               |                                  | Herengracht 396            | 52° 22' 2" NB, 4° 53' 12" OL  | 1834   | Meer afbeeldingen                                                                  |
| Huis met zandstenen gevel onder gesneden rechte lijst met consoles                                                                                         | Woonhuis                  | 1665                                                         |                                  | Herengracht 400            | 52° 22' 2" NB, 4° 53' 12" OL  | 1835   | Meer afbeeldingen                                                                  |
| Pand met zandstenen halsgevel met middenrisaliet, frontons, festoenen, oeil-de-boeuf enz                                                                   | Gebouw                    | 1665                                                         |                                  | Herengracht 402            | 52° 22' 2" NB, 4° 53' 13" OL  | 1836   | Meer afbeeldingen                                                                  |
| Pand met gevel met middenrisaliet, op enkele frontons na vlakgehakt en onder rechte lijst gebracht                                                         | Gebouw                    | 19e eeuw                                                     |                                  | Herengracht 404            | 52° 22' 2" NB, 4° 53' 13" OL  | 1837   | Meer afbeeldingen                                                                  |
| Pand met gevel met middenrisaliet | Gebouw                    | eerste helft 19e eeuw                                        |                                  | Herengracht 406            | 52° 22' 2" NB, 4° 53' 13" OL  | 1838   | Meer afbeeldingen                                                                  |
| Pand met zandstenen halsgevel met middenrisaliet, onder de top van versiering beroofd                                                                      | Gebouw                    | 1665                                                         |                                  | Herengracht 408            | 52° 22' 2" NB, 4° 53' 13" OL  | 1839   | Meer afbeeldingen                                                                  |
| Speel- of tuinhuis met bijbehorende grachtenhuis | Gebouw                    | 1664                                                         | Philips Vingboons                | Herengracht 410            | 52° 22' 1" NB, 4° 53' 13" OL  | 1840   | Meer afbeeldingen                                                                  |
| Pand met gevel onder gesneden rechte lijst | Woonhuis                  | 1672 en later                                                |                                  | Herengracht 414            | 52° 22' 1" NB, 4° 53' 14" OL  | 1841   | Meer afbeeldingen                                                                  |
| Pand met pilaster-halsgevel met middenrisaliet | Gebouw                    | 1667                                                         |                                  | Herengracht 416            | 52° 22' 1" NB, 4° 53' 14" OL  | 1842   | Meer afbeeldingen                                                                  |
| Pand met gevel | Gebouw                    | 18e eeuw (onderste helft)                                    |                                  | Herengracht 418            | 52° 22' 1" NB, 4° 53' 15" OL  | 1843   | Meer afbeeldingen                                                                  |
| Pand met halsgevel met middenrisaliet en festoenen | Gebouw                    | derde kwart 17e eeuw                                         |                                  | Herengracht 420            | 52° 22' 1" NB, 4° 53' 15" OL  | 1844   | Meer afbeeldingen                                                                  |
| Pand met gevel onder gesneden rechte lijst | Gebouw                    | tweede helft 17e eeuw                                        |                                  | Herengracht 422            | 52° 22' 0" NB, 4° 53' 16" OL  | 1845   | Pand met gevel onder gesneden rechte lijst                                         |